# Peter Hook
Peter Hook, vlastním jménem Peter Woodhead, (* 13. února 1956) je anglický baskytarista. V roce 1976 spoluzaložil skupinu Joy Division, s níž nahrál alba Unknown Pleasures (1979) a Closer (1980). Po druhém albu se kapela kvůli sebevraždě jejího zpěváka rozpadla. Téhož roku (1980) založil skupinu New Order, kterou opustil v roce 1993, ale v letech 1998 až 2007 s ní opět vystupoval. Rovněž působil jako hudební producent – produkoval například singl „Elephant Stone“ od kapely The Stone Roses. V roce 2007 se podílel na albu Ultra Payloaded projektu Satellite Party. V roce 2013 vydal autobiografickou knihu s názvem Unknown Pleasures: Inside Joy Division.